# John Davis Chandler
Pour les articles homonymes, voir Chandler.
John Davis Chandler (parfois crédité John Chandler), né le 28 janvier 1935 à Hinton (Virginie-Occidentale, États-Unis) et mort le 16 février 2010 dans le quartier de Toluca Lake à Los Angeles (Californie), est un acteur américain.

## Biographie
Au cinéma, John Davis Chandler apparaît dans trente-quatre films américains (ou coproductions), sortis entre 1961 et 1995, dont des westerns. Mentionnons Le Temps du châtiment de John Frankenheimer (son deuxième film, 1961, avec Burt Lancaster et Dina Merrill), Coups de feu dans la Sierra de Sam Peckinpah (1962, avec Joel McCrea et Randolph Scott), Capone de Steve Carver (1975, avec Ben Gazzara dans le rôle-titre), L'Épée sauvage d'Albert Pyun (1982, avec Lee Horsley), Nuit de folie de Chris Columbus (1987, avec Elisabeth Shue), ou encore Body d'Uli Edel (1993, avec Madonna et Willem Dafoe).
Pour la télévision, à partir de 1960, John Davis Chandler contribue à huit téléfilms, au feuilleton Flamingo Road (un épisode, 1981), ainsi qu'à cinquante séries, dont Le Fugitif (deux épisodes, 1963-1967), Columbo (un épisode, 1974), L'Île fantastique (quatre épisodes, 1978-1981) et Arabesque (deux épisodes, 1985-1986). Son ultime prestation est dans un épisode, diffusé en 1998, de Star Trek: Deep Space Nine.

## Mort
Il meurt le 16 février 2010 d'un cancer, à 75 ans.

## Filmographie partielle

### Au cinéma
- 1961 : Mad Dog Coll de Burt Balaban
- 1961 : Le Temps du châtiment (The Young Savages) de John Frankenheimer
- 1962 : Coups de feu dans la Sierra (Ride the High Country) de Sam Peckinpah
- 1965 : Les Tueurs de San Francisco (Once a Thief) de Ralph Nelson
- 1965 : Major Dundee de Sam Peckinpah
- 1965 : Calloway le trappeur (Those Calloways) de Norman Tokar
- 1967 : Le Justicier de l'Arizona (Return of the Gunfighter) de James Neilson
- 1969 : Un homme fait la loi (The Good Guys and the Bad Guys) de Burt Kennedy
- 1970 : Barquero de Gordon Douglas
- 1971 : Quand siffle la dernière balle (Shoot Out) d'Henry Hathaway
- 1973 : Pat Garrett et Billy le Kid (Pat Garrett & Billy the Kid) de Sam Peckinpah
- 1974 : Haute Tension (The Ultimate Thrill) de Robert Butler
- 1974 : The Take de Robert Hartford-Davis
- 1975 : Capone de Steve Carver
- 1975 : Justice sauvage 2: la revanche (Walking Tall Part II) d'Earl Bellamy
- 1976 : Josey Wales hors-la-loi (The Outlaw Josey Wales) de Clint Eastwood
- 1977 : The Shadow of Chikara d'Earl E. Smith
- 1980 : The Little Dragons de Curtis Hanson
- 1982 : Le Triomphe d'un homme nommé cheval (Triumphs of a Man called Horse) de John Hough
- 1982 : L'Épée sauvage (The Sword and the Sorcerer) d'Albert Pyun
- 1987 : Nuit de folie (Adventures in Babbysitting) de Chris Columbus
- 1988 : Double Revenge d'Armand Mastroianni
- 1991 : Trancers II Future Cop 2 (en) de Charles Band
- 1991 : Ta mère ou moi (Only the Lonely) de Chris Columbus
- 1993 : Body (Body of Evidence) d'Uli Edel
- 1994 : Phantasm III: Le Seigneur de la Mort (Phantasm III: Lord of the Dead) de Don Coscarelli
- 1995 : Carnosaur 2 de Louis Morneau

### À la télévision

#### Séries
(sauf mention contraire)
- 1960-1963 : Les Incorruptibles (The Untouchables), première série
  - Saison 1, épisode 26 Banque privée (The Underworld Bank, 1960) de Stuart Rosenberg
  - Saison 3, épisode 17 La Relève (Takeover, 1962) de Bernard L. Kowalski
  - Saison 4, épisode 22 Le Garçon-boucher (The Butcher's Boy, 1963)
- 1962 : L'Homme à la carabine (The Rifleman)
  - Saison 4, épisode 32 The Executioner de Lawrence Dobkin
- 1962 : Route 66 (titre original)
  - Saison 3, épisode 2 Journey to Nineveh de David Lowell Rich
- 1962 : Le Virginien (The Virginian)
  - Saison 1, épisode 5 The Brazen Bell
- 1963-1967 : Le Fugitif (The Fugitive), première série
  - Saison 1, épisode 3 L'Autre Versant de la montagne (The Other Side of the Mountain, 1963)
  - Saison 4, épisode 15 Capturez cet homme (Run the Man Down, 1967)
- 1966 : Match contre la vie (Run for Your Life)
  - Saison 2, épisode 9 The Treasure Seekers
- 1967 : Brigade criminelle (Felony Squad)
  - Saison 1, épisode 29 The Savage Streets de Seymour Robbie
- 1967 : Le Grand Chaparral (The High Chaparral)
  - Saison 1, épisode 9 The Doctor from Dodge de Richard Benedict
- 1972 : Coup double (The Partners)
  - Saison unique, épisode 16 Une magnifique perception (Magnificent Perception) de Richard Benedict
- 1973 : Cannon
  - Saison 3, épisode 16 Chantage sur le ring (Arena of Fear) de Marc Daniels
- 1973-1974 : Gunsmoke ou Police des plaines (Gunsmoke ou Marshal Dillon)
  - Saison 18, épisode 17 Shadler (1973) d'Arnold Laven
  - Saison 19, épisode 22 Cowtown Hustler (1974)
- 1974 : Columbo, première série
  - Saison 3, épisode 5 Édition tragique (Publish or Perish) de Robert Butler
- 1975-1977 : Police Story
  - Saison 2, épisode 20 War Games (1975) de Richard Benedict
  - Saison 4, épisode 21 The Six Foot Stretch (1977) de Michael O'Herlihy
- 1977 : Quincy (Quincy M.E.)
  - Saison 2, épisode 3 The Thig Bone's connected to the Knee Bone…
- 1977 : Sergent Anderson (Police Woman)
  - Saison 4, épisode 2 La Guerre des polices (Guns) d'Alvin Ganzer
- 1978 : Switch
  - Saison 3, épisode 13 The Cage
- 1978-1981 : L'Île fantastique (Fantasy Island)
  - Saison 1, épisode 5 The Prince / The Sheriff (1978)
  - Saison 3, épisode 3 Tattoo : The Love God / Magnolia Blossoms (1979) d'Earl Bellamy
  - Saison 4, épisode 22 Hard Knocks / Lady Godiva (1981) de Don Weis
  - Saison 5, épisode 7 The Perfect Husband / Volcano (1981)
- 1979 : L'Incroyable Hulk (The Incredible Hulk)
  - Saison 3, épisode 7 Pour sauver Majestic (Behind the Wheel)
- 1981 : Flamingo Road, feuilleton
  - Saison 1, épisode 3 Rien ne va plus, 1re partie (The Hostages, Part I)
- 1982-1985 : Matt Houston
  - Saison 1, épisode 10 The Good Doctor (1982) de Don Weis
  - Saison 3, épisode 19 Les Secrets de la compagnie (Company Secrets, 1985)
- 1984 : Pour l'amour du risque (Hart to Hart)
  - Saison 5, épisode 12 Jennifer en danger (Harts on the Run) de Paul Krasny
- 1984 : Hooker (T.J. Hooker)
  - Saison 3, épisode 20 Terreur de l'au-delà (Psychic Terror)
- 1984 : Capitaine Furillo (Hill Streets Blues)
  - Saison 5, épisode 6 La Fuite (Ewe and Me, Babe) de Jeff Bleckner
- 1984-1988 : Simon et Simon (Simon & Simon)
  - Saison 4, épisode 6 What goes Around comes Around (1984)
  - Saison 6, épisode 14 For Old Crime's Sake (1987)
  - Saison 7, épisode 9 Bad Betty (1988)
- 1985-1986 : Arabesque (Murder, she wrote)
  - Saison 1, épisode 19 L'assassin prend le bus (Murder takes the Bus, 1985) de Walter Grauman
  - Saison 2, épisode 13 Machiavélisme (Trial by Terror, 1986) de Seymour Robbie
- 1986 : Supercopter (Airwolf)
  - Saison 3, épisode 19 L'Évasion de Santa Paula (Break-In at Santa Paula)
- 1986 : Rick Hunter (Hunter)
  - Saison 2, épisode 18 La Machine à tuer (Death Machine) de Kim Manners
- 1991 : Vic Daniels, flic à Los Angeles (The New Dragnet)
  - Saison 1, épisode 17 Coyote Captive
- 1991 : La Voix du silence (Reasonable Doubts)
  - Saison 1, épisode 3 Marché de dupes (Making Dirt Stick)
- 1993 : Le Rebelle (Renegade)
  - Saison 1, épisode 15 Reno contre Reno (The Two Renos)
- 1995 : Urgences (ER)
  - Saison 1, épisode 17 Soirée d'anniversaire (The Birthday Party)
- 1995 : La Vie à tout prix (Chicago Hope)
  - Saison 2, épisode 10 Question d'éthique (The Ethics of Hope)
- 1996 : Walker, Texas Ranger
  - Saison 4, épisode 10 Le Cyclone (Cyclone) de Tony Mordente
- 1998 : Star Trek: Deep Space Nine
  - Saison 6, épisode 15 L'Honneur des voleurs (Honor Among Thieves) d'Allan Eastman

#### Téléfilms
- 1971 : Hitched de Boris Sagal
- 1972 : Le Loup de la nuit (Moon of the Wolf) de Daniel Petrie
- 1973 : Chase de Jack Webb
- 1975 : The Desperate Miles de Daniel Haller
- 1987 : La Rançon mexicaine (Love Among Thieves) de Roger Young
- 1987 : Independence de John Patterson